# Yoland Lévèque
Yoland Lévèque est un champion de boxe français né le 17 avril 1937 à Mont-Saint-Quentin dans la Somme et mort le 28 octobre 2011 à Amiens.

## Biographie
Yoland Lévèque nait dans un petit village de la Somme, Mont-Saint-Quentin, où le chômage se fait sentir. Ses parents décident de gagner la région parisienne afin de trouver un emploi dans le bâtiment. 
À Chelles, vers 16 ans, il découvre le milieu de la boxe (1953), puis fréquente l'Institut des Sports. Il court aux côtés d’Alain Mimoun et de Michel Jazy. 
Il devient champion de France amateur en 1959 et 1960, participe aux Jeux olympiques d'été de 1960 à Rome dans la catégorie des poids moyens mais est éliminé dès le premier tour face au Soviétique Yevgeniy Feofanov. 
Il fait son service militaire en Algérie et à son retour, décide de devenir boxeur professionnel en 1961.
Le 28 septembre 1964 au Palais des Sports de Paris, il combat le prestigieux Ray Sugar Robinson mais perd aux points. Il connait une gloire à la hauteur de ses ambitions au 32e combat de sa carrière professionnelle le 11 février 1966 à Stockholm. Opposé au Suédois Bo Hoegberg qu’il expédie plusieurs fois au tapis et lui fracture le mâchoire, il s'empare du titre européen des poids super-welters. Il perd sa couronne européenne quatre mois plus tard à Rome contre l'Italien Sandro Mazzinghi.
Yoland Levèque  prend sa retraite en 1972 et sur un coup de tête va faire les marchés dans la confection. Il se retire à Buire-Courcelles dans sa région natale.
Toute sa carrière, il reste fidèle à son professeur Paul Goujout, successeur de son premier professeur Robert Villemain. Une seule fois, lors d'un combat contre Bruno Visintin en 1964 à Turin, il a dans son coin Jean Bretonnel.

## Palmarès
- Champion de France amateur des poids moyens en 1959 et en 1960.
- Champion d'Europe, en Suède, contre Bo Hoegberg le 11 février 1966[5].